# Klövsjö socken
Klövsjö socken ligger i Jämtland, ingår sedan 1971 i Bergs kommun och motsvarar från 2016 Klövsjö distrikt.
Socknens areal är 520,40 kvadratkilometer, varav 496,10 land. År 2000 fanns här 702 invånare. Tätorten kyrkbyn Klövsjö med sockenkyrkan Klövsjö kyrka ligger i socknen.

## Administrativ historik
Klövsjö socken bildades på 1500-talet genom en utbrytning ur Bergs socken och tillhörde Norge fram till freden i Brömsebro år 1645.
Vid kommunreformen 1862 överfördes ansvaret för de kyrkliga frågorna till Klövsjö församling och för de borgerliga frågorna till Klövsjö landskommun. Landskommunen inkorporerades 1952 i Övre Ljungadalens landskommun som 1971 uppgick i Bergs kommun. Församlingen uppgick 2010 i Rätan-Klövsjö församling.
1 januari 2016 inrättades distriktet Klövsjö, med samma omfattning som församlingen hade 1999/2000.
Socknen har tillhört fögderier, tingslag och domsagor enligt vad som beskrivs i artikeln Jämtland. De indelta soldaterna tillhörde Jämtlands fältjägarregemente och Jämtlands hästjägarkår.

## Geografi
Klövsjö socken ligger kring Ljungan och sjöarna Lännässjön och Klövsjön. Socknen är utanför älvdalen en kuperad skogsbygd med lågfjäll vid Klövsjöfjällen.
Socknen genomkorsas av länsvägarna 315 samt 316. I norr (längs Ljungans norra strand) går vägen Åsarna–Börtnan–Ljungdalen och längs denna väg ligger samhället Skålan.
Socknen kännetecknas av en stor kyrkby runt kyrkan. Dessutom finns ett antal mindre byar, däribland Skålan, Kvarnsjö, Utanbergsvallarna och Storhogna, den sistnämnda en semesterby. Kvarnsjö har en hållplats vid Inlandsbanan.

## Fornlämningar
Man har anträffat en mängd lösfynd, vilka har daterats från mesolitikum (yngre stenåldern) till järnåldern. Det finns även omkring 60 boplatser från stenåldern samt ett antal gravar från järnåldern. Inom församlingen finns vidare omkring 100 fångstgropar. Dessutom finns några blästerugnar för järnframställning. Den nuvarande bygden härstammar från medeltiden. Under förhistorisk tid beboddes trakten av fångstkulturer.

## Namnet
Namnet (1410 Klifsio) kommer från kyrkbyn som i sin tur fått namn efter sjön Klövsjön. Namnet har i förleden klöv, 'något kluvet' vilket kan syfta på hur Lännässundet klyver Klövsjön och Lännässjön.